# Троген
Троген (нім. Trogen AR) — громада  в Швейцарії в кантоні Аппенцелль-Ауссерроден, округ Міттельланд.
Поруч з поселенням знаходиться табір Песталоцці, назване на честь Йоганна Генріха Песталоцці. Поселення знаходиться на висоті майже кілометра над рівнем моря, неподалік від Боденського озера.

## Географія
Громада розташована на відстані близько 165 км на схід від Берна, 15 км на схід від Герізау.
Троген має площу 10 км², з яких на 8,4% дозволяється будівництво (житлове та будівництво доріг), 49% використовуються в сільськогосподарських цілях, 41,5% зайнято лісами, 1,1% не є продуктивними (річки, льодовики або гори).

## Демографія
2019 року в громаді мешкало 1752 особи (+3,9% порівняно з 2010 роком), іноземців було 11,9%. Густота населення становила 175 осіб/км².
За віковим діапазоном населення розподілялося таким чином: 22,1% — особи молодші 20 років, 58,4% — особи у віці 20—64 років, 19,5% — особи у віці 65 років та старші. Було 722 помешкань (у середньому 2,4 особи в помешканні).
Із загальної кількості 967 працюючих 58 було зайнятих в первинному секторі, 153 — в обробній промисловості, 756 — в галузі послуг.